# Hermundures
Les Hermundures ou Hermondures (Hermunduri en latin) étaient un ancien peuple germanique qui occupèrent l'espace qui est actuellement aux environs de la Thuringe, de la Saxe et du nord de la Bavière, du Ier au IIIe siècle, sur le cours supérieur de l'Elbe. Les Romains les rattachaient aux Suèves et les considéraient comme des alliés.

## Histoire

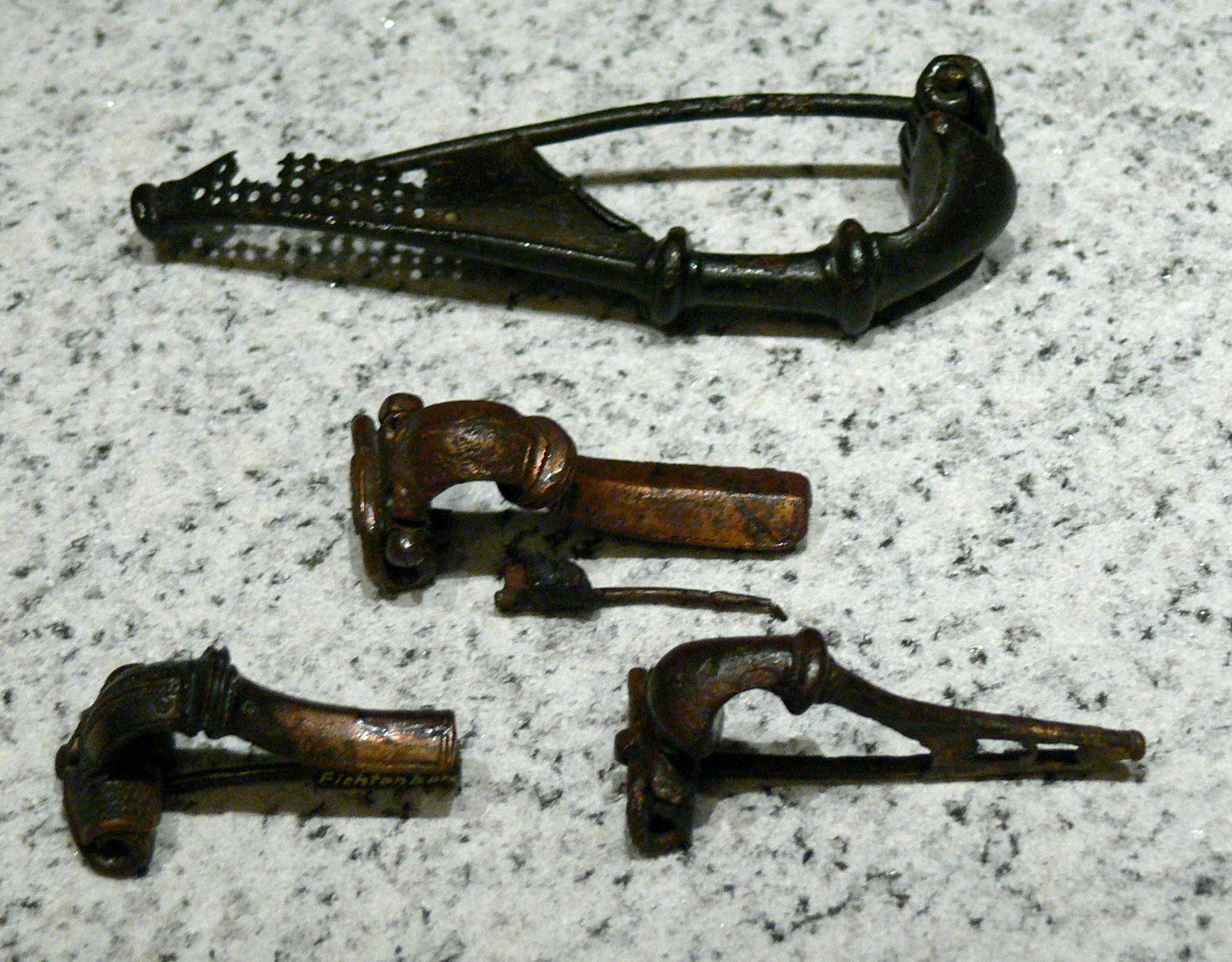
Fibules attribuées aux tribus Hermundures (Finkelstein-sur-l'Elbe,)

D'après Tacite, les peuples les plus voisins des Hermundures étaient les Naristes, les Marcomans et les Quades.
C'est vraisemblablement en l'an 3 av. J.-Chr. qu'avec l'appui du général romain Lucius Domitius Ahenobarbus, les Hermundures colonisent les terres abandonnées par les Marcomans dans la vallée du Main. Ils deviennent sujets du roi marcoman Marobod. En 5 apr. J.-Chr. ils font face aux armées de Tibère le long de l'Elbe, mais le combat est évité, ils font partie de la province romaine de Germania magna jusqu'à sa dissolution en l'an 9. Après avoir affronté Arminius (17 apr. J.-Chr.), Marobod est vaincu par le Goth Catualda et trouve refuge à Rome.
Catualda est à son tour renversé en l'an 51 de notre ère par le prince des Hermundures Vibilius lors de nouveaux combats le long du Danube. En 58 les Hermundures remportent une victoire sur les Chattes pour le contrôle des salines de la Werra (ou de la Saale). Ce peuple n'apparaît plus ensuite que comme allié des Quades et des Marcomans, de 166 à 180 apr. J.-Chr., dans leur soulèvement contre Marc-Aurèle.

## Vestiges archéologiques
En Thuringe, divers vestiges archéologiques sont attribués aux Hermundures : des fibules, des armes en fer, des terrines, des urnes et une multitude de tessons de céramique. Partis de la haute vallée de l'Elbe, ils se dispersèrent sans doute peu à peu vers le Sud et le sud-ouest, repoussant les tribus celtes hors de la forêt de Thuringe, à moins qu'ils ne les aient subjugués.
Au début du XXe siècle, les archéologues allemands ont mis au jour à Großromstedt, en Thuringe, une importante nécropole de l'âge de La Tène (2e moitié du Ier siècle) et ont organisé des fouilles de 1907 à 1913. Les vestiges ont permis de définir la « Culture de Groszromstedt », aujourd'hui attribuée aux Hermundures.
Puis pendant 300 ans, nos sources ne donnent plus d'informations sur la région, ce qui porte fortement à croire que les Germains l'ont déjà quittée. Entre le IVe et le Ve siècle, les nations Angles et Warnes, venues du Nord, s'établissent de nouveau au pays des Hermundures. Elles sont rejointes peu à peu par d'autres peuples, pour former la ligue des Thuringiens. Vers 800, les Francs, conquérants de la région, y imposent leurs lois sous la dénomination Lex Angliorum et Werinorum hoc est Thuringorum.